# Bachhraon
Bachhraon é uma cidade e um município no distrito de Jyotiba Phule Nagar, no estado indiano de Uttar Pradesh.

## Geografia
Bachhraon está localizada a 28° 56′ N, 78° 13′ L. Tem uma altitude média de 209 metros (685 pés).

## Demografia
Segundo o censo de 2001, Bachhraon tinha uma população de 27,784 habitantes. Os indivíduos do sexo masculino constituem 53% da população e os do sexo feminino 47%. Bachhraon tem uma taxa de literacia de 40%, inferior à média nacional de 59.5%; com 61% para o sexo masculino e 39% para o sexo feminino. 19% da população está abaixo dos 6 anos de idade.